# 都市とモードのビデオノート
『都市とモードとビデオノート』（英: Notebook on Cities and Clothes）は、1989年のドキュメンタリー映画。
ヴィム・ベンダース監督。
山本耀司のパリ・コレクションの準備過程を追ったもので、ポンピドゥー・センターの依頼により制作された。